# Europa Star 2008
Pour un article plus général, voir Europa Star.
La 5e édition du programme Europa Star est un programme d'émission de pièces commémoratives ayant eu lieu en 2008 dans plusieurs États européens frappant des pièces en euro ; le thème commun était le « patrimoine culturel ».
| Pays      | Sujet                                                                           | Valeur faciale | Sortie             | Notes                                                      |  |
| --------- | ------------------------------------------------------------------------------- | -------------- | ------------------ | ---------------------------------------------------------- |  |
| Autriche  | Herbert von Karajan (100e anniversaire)                                         | 5 €            | 7 mai 2008         |                                                            |  |
| Belgique  | L'Oiseau bleu (100e anniversaire de la pièce de théâtre de Maurice Maeterlinck) | 10 €           | février 2008       | seconde pièce en or avec valeur faciale de 50 €            |  |
| Espagne   | Alphonse X le Sage                                                              | 10 €           | -                  | seconde pièce en or avec valeur faciale de 200 €           |  |
| Finlande  | Drapeau de la Finlande (90e anniversaire)                                       | 10 €           | 1er mars 2008      |                                                            |  |
| France    | Parlement européen (50e anniversaire)                                           | 1,5 €          | -                  | seconde pièce en or avec valeur faciale de 10 €            |  |
| Hongrie   | Vignoble de Tokay                                                               | 5000 Ft        | 4 novembre 2008    |                                                            |  |
| Irlande   | Skellig Michael                                                                 | 10 €           | 23 avril 2008      | seconde pièce en or avec valeur faciale de 20 €            |  |
| Italie    | Andrea Palladio (500e anniversaire)                                             | 10 €           | -                  | seconde pièce en or avec valeur faciale de 20 €            |  |
| Lettonie  | Fête des chansons et des danses                                                 | 1 lats         | -                  | seconde pièce en cupronickel avec valeur faciale de 1 lats |  |
| Lituanie  | La création et le symbolisme des croix                                          | 50 litų        | -                  |                                                            |  |
| Malte     | Auberge de Castille à La Valette                                                | 10 €           | 1er septembre 2008 | seconde pièce en or avec valeur faciale de 50 €            |  |
| Pays-Bas  | L'architecture néerlandaise                                                     | 5 €            | 3 mai 2008         | seconde pièce en or avec valeur faciale de 10 €            |  |
| Portugal  | Fado                                                                            | 2,50 €         | 3 mai 2008         |                                                            |  |
| Roumanie  | Timbre type « tête de bœuf » (150e anniversaire)                                | 10 Lei         | 5 mai 2008         |                                                            |  |
| Slovaquie | Adieu à la couronne slovaque                                                    | 1000 Sk        | 1er décembre 2008  |                                                            |  |